# Andrews-Diagramm
Das Andrews-Diagramm ist die graphische Darstellung von Isothermen im pV-Diagramm. Es ist nach dem irischen Physikochemiker und Arzt Thomas Andrews (1813–1885) benannt. 
Das Diagramm erfasst sowohl den gasförmigen als auch den flüssigen Zustand einer Substanz. Nach der Messung hinreichend vieler Kurven kann aus dem Andrews-Diagramm die Zustandsgleichung für die untersuchte Substanz ermittelt werden.